# Belgisch kampioenschap JKA karate senioren dames
Het Belgisch kampioenschap JKA Karate wordt jaarlijks in België georganiseerd door de Belgian Amateur Karate Federation (BAKF). Het kampioenschap wordt gehouden in de disciplines kata en kumite. Tijdens dit kampioenschap nemen de 8 best geplaatste karateka's van het Vlaams kampioenschap JKA Karate het op tegen de 8 best geplaatste karateka's van JKA francophone de Belgique.

## Erelijst

#### Senioren vrouwen kumite
| Jaar | Plaats      | · Kampioen                 | · Zilver                   | · Brons                    | · Brons                    |
| ---- | ----------- | -------------------------- | -------------------------- | -------------------------- | -------------------------- |
| 2024 | Eigenbrakel | Lauriane Guerin            | Pauline Marchand           | Rhode Robbens              | Riziène Alame Hassani      |
| 2023 | Eigenbrakel | Agalia Italia              | Jehanne De Bare De Comogne | Lien Kindt                 | Pauline Marchand           |
| 2022 | Eigenbrakel | Agalia Italia              | Lauriane Guerin            | Amandine Godon             | Lien Kindt                 |
| 2021 | Geannuleerd |                            |                            |                            |                            |
| 2020 | Geannuleerd |                            |                            |                            |                            |
| 2019 | Eigenbrakel | Lauriane Guerin            | Jehanne De Bare De Comogne | Jessica Licausi            |                            |
| 2018 | Eigenbrakel | Evelyn Naessens            | Evelien De Clercq          | Jehanne De Bare De Comogne | Lauriane Guerin            |
| 2017 | Eigenbrakel | Jehanne De Bare De Comogne | Lauriane Guerin            | Evelien De Clercq          | Sandrine Dardenne          |
| 2016 | Eigenbrakel | Evelyn Naessens            | Evelien De Clercq          | Kathleen Lambein           | Jehanne De Bare De Comogne |
| 2015 | Eigenbrakel |                            |                            |                            |                            |
| 2014 | Eigenbrakel | Kathleen Lambein           | Jehanne De Bare De Comogne | Aurélie Branze             | Lauriane Guerin            |
| 2013 | Eigenbrakel | Melanie Hamaide            | Vienna Knockaert           | Kathleen Lambein           | Liesa Verhaeghe            |
| 2012 | Eigenbrakel | Sophie Vanquickelberghe    | Vienna Knockaert           | Petra Goossens             | Evy Leroux                 |
| 2011 | Eigenbrakel | Sophie Vanquickelberghe    | Petra Goossens             | Najoua Fattah              | Kathleen Lambein           |
| 2010 | Kortrijk    | Sofie Vanquickelberghe     | Niki De Brucker            | Jennifer Puits             | Vienna Knockaert           |

#### Senioren vrouwen kata
| Jaar | Plaats      | · Kampioen        | · Zilver            | · Brons                    |
| ---- | ----------- | ----------------- | ------------------- | -------------------------- |
| 2024 | Eigenbrakel | Lien Kindt        | Agalia Italia       | Lauriane Guerin            |
| 2023 | Eigenbrakel | Magalie Geens     | Lien Kindt          | Lauriane Guerin            |
| 2022 | Eigenbrakel | Lien Kindt        | Magalie Geens       | Agalia Italia              |
| 2021 | Geannuleerd |                   |                     |                            |
| 2020 | Geannuleerd |                   |                     |                            |
| 2019 | Eigenbrakel | Noussaiba Lazrak  | Jessica Licausi     | Jehanne De Bare De Comogne |
| 2018 | Eigenbrakel | Evelyn Naessens   | Jessica Licausi     | Stefanie Devriese          |
| 2017 | Eigenbrakel | Stefanie Devriese | Evelien De Clercq   | Agalia Italia              |
| 2016 | Eigenbrakel | Evelyn Naessens   | Stefanie Devriese   | Gwendolyn Van Dyk          |
| 2015 | Eigenbrakel |                   |                     |                            |
| 2014 | Eigenbrakel | Kathleen Lambein  | Charlotte Crokaerts | Sabine Van Beversluys      |
| 2013 | Eigenbrakel | Melanie Hamaide   | Vienna Knockaert    | Liesa Verhaeghe            |
| 2012 | Eigenbrakel | Vienna Knockaert  | Aurore Dabolin      | Sophie Vanquickelberghe    |
| 2011 | Eigenbrakel | Amelie Honnorez   | Pascale Hautcoeur   | Sophie Vanquickelberghe    |
| 2010 | Kortrijk    | Niki De Brucker   | Nathalie Van Heghe  | Amelie Honnorez            |